# Максюшин, Иван Фёдорович
Ива́н Фёдорович Максю́шин (15 апреля 1915, Бессоновка — 5 октября 1966, там же) — командир взвода пешей разведки 1120-го стрелкового полка, сержант.

## Биография
Родился 15 апреля 1915 года в селе Бессоновка (ныне — районный центр Пензенской области). Окончил 4 класса. Работал в колхозе.
В 1937 году был призван в Красную Армию. Участвовал в советско-финляндской войне 1939—1940 годов. На фронте в Великую Отечественную войну с июля 1941 года. К осени 1943 года сержант Максюшин воевал в пешей разведке 1120-го стрелкового полка 333-й стрелковой дивизии, командовал отделением.
12 ноября 1943 года сержант Максюшин в составе группы форсировал реку Днепр севернее хутора Беленький, одним из первых ворвался в траншею противника, уничтожил трех противников, вывел из строя пулемет врага.
Приказом от 11 декабря 1943 года сержант Максюшин Иван Фёдорович награждён орденом Славы 3-й степени.
В ночь на 24 января 1944 года в районе юго-западнее города Запорожье сержант Максюшин во главе группы из 5 человек проник в глубь обороны противника, захватил «языка», уничтожил 4 фашистов.
Приказом от 4 февраля 1944 года сержант Максюшин Иван Фёдорович награждён орденом Славы 2-й степени.
В ночь на 12 февраля 1944 года в районе западнее города Никополь сержант Максюшин со своим отделением форсировал реку Базавлук и захватил плацдарм. В бою за его удержание группа отразила 13 контратак врага, чем способствовала выполнению боевой задачи. В этом бою был тяжело ранен. По данным 419-го медсанбата 333-й стрелковой дивизии числился умершим.

Бюст на аллее Героев в Бессоновке

Указом Президиума Верховного Совета СССР от 13 сентября 1944 года за образцовое выполнение заданий командования в боях с немецко-вражескими захватчиками сержант Максюшин Иван Фёдорович награждён орденом Славы 1-й степени. Стал полным кавалером ордена Славы.
Награда разведчику тогда не была вручена. В 1945 году сержант Максюшин был демобилизован. Вернулся в родное село. Работал механизатором в колхозе. Только через 20 лет, в 1964 году, фронтовику был вручен последний боевой орден — Славы 1-й степени. Скончался 5 октября 1966 года.
Награждён двумя орденами Красного Знамени, орденами Славы 3-х степеней, медалями.

## Увековечение памяти
- Бюст Ивана Максюшина установлен на аллее Героев в селе Бессоновка Бессоновского района Пензенской области.
- Именем Ивана Максюшина названа улица в селе Бессоновка Бессоновского района Пензенской области («улица Максюшина»)[1].
- На доме, где жил ветеран и на здании школы в селе Бессоновка Бессоновского района Пензенской области установлены мемориальные доски.